# Shiling (köpinghuvudort i Kina, Hainan Sheng, lat 18,66, long 109,78)
Shiling är en köpinghuvudort i Kina. Den ligger i provinsen Hainan, i den södra delen av landet, omkring 160 kilometer söder om provinshuvudstaden Haikou. Antalet invånare är 13 284. Befolkningen består av 6 084 kvinnor och 7 200 män. Barn under 15 år utgör 20,0 %, vuxna 15-64 år 73 %, och äldre över 65 år 6,0 %.
Runt Shiling är det tätbefolkat, med 411 invånare per kvadratkilometer. Närmaste större samhälle är Baocheng, 8,8 km väster om Shiling. Omgivningarna runt Shiling är en mosaik av jordbruksmark och naturlig växtlighet.
Genomsnittlig årsnederbörd är 2 305 millimeter. Den regnigaste månaden är juli, med i genomsnitt 380 mm nederbörd, och den torraste är januari, med 15 mm nederbörd.